# Stacy Haiduk
Stacy Haiduk (Grand Rapids, Michigan, 24 de abril de 1968) é uma atriz, modelo americana. Seus papéis mais conhecidos incluem Lana Lang em Superboy, Katherine Hitchcock em SeaQuest DSV, Hannah Nichols em All My Children, e mais notavelmente Patty Williams e Emily Peterson na série The Young and the Restless. Em Prison Break ela faz a personagem conhecida como Lisa Tabak e filha do General Jonathan Krantz (Leon Russom).